# De boer op
De boer op is een Vlaams tv-jeugd-spelprogramma, waarbij alles in het teken van het boerenleven en de landbouwproductie staat. Het werd gemaakt in 2010 door productiehuis De TV-Makers en gepresenteerd door toenmalig Ketnet-wrapper Kobe Van Herwegen.

## Format
Elke aflevering speelt zich af op een boerderij en staat in verband met een bepaalde agrarische sector. Twee duo's kinderkandidaten, een groen team bestaand uit jongens en een oranje team bestaand uit meisjes, voeren een aantal opdrachten uit of beantwoorden vragen om punten te verdienen, in de vorm van muisjes.
In het eerste deel voeren de teams drie praktische proeven uit, in het tweede beantwoorden ze vijf vragen met slechts twee mogelijkheden, zodat in totaal acht punten verdiend kunnen worden, desgevallend gevolgd door een schiftingsvraag.